# Polônia nos Jogos Olímpicos de Inverno de 2018
A Polônia participou dos Jogos Olímpicos de Inverno de 2018, realizados na cidade de Pyeongchang, na Coreia do Sul.
O país disputa as Olimpíadas de Inverno desde a sua primeira edição, em 1924 em Chamonix, França. Nesta edição contou com uma delegação de 62 atletas que competiram em onze esportes, sendo esse o maior contingente de atletas poloneses já enviados a uma edição de Jogos Olímpicos de Inverno.

## Medalhas
| Atleta                                           | Esporte        | Evento                             | Medalha |
| ------------------------------------------------ | -------------- | ---------------------------------- | ------- |
| Kamil Stoch                                      | Salto de esqui | Pista longa individual masculino   | Ouro    |
| Maciej Kot Stefan Hula Dawid Kubacki Kamil Stoch | Salto de esqui | Pista longa por equipes masculinas | Bronze  |

## Desempenho

### Biatlo
Feminino
| Atleta                                                              | Evento           | Tempo     | Penalidades | Pos. |
| ------------------------------------------------------------------- | ---------------- | --------- | ----------- | ---- |
| Magdalena Gwizdoń                                                   | Velocidade       | 23:35.7   | 3 (0+3)     | 56º  |
| Magdalena Gwizdoń                                                   | Perseguição      | 36:07.0   | 5 (1+2+2+0) | 49º  |
| Magdalena Gwizdoń                                                   | Individual       | 51:49.7   | 8 (1+2+3+2) | 83º  |
| Krystyna Guzik                                                      | Velocidade       | 22:43.3   | 1 (1+0)     | 28º  |
| Krystyna Guzik                                                      | Perseguição      | 34:24.3   | 4 (1+1+1+1) | 36º  |
| Krystyna Guzik                                                      | Individual       | 46:49.5   | 4 (1+0+2+1) | 52º  |
| Monika Hojnisz                                                      | Velocidade       | 23:20.6   | 3 (1+2)     | 45º  |
| Monika Hojnisz                                                      | Perseguição      | 35:05.6   | 4 (1+1+2+0) | 43º  |
| Monika Hojnisz                                                      | Individual       | 43:02.0   | 1 (0+1+0+0) | 6º   |
| Monika Hojnisz                                                      | Largada coletiva | 36:59.2   | 0 (0+0+0+0) | 15º  |
| Weronika Nowakowska                                                 | Velocidade       | 23:03.2   | 2 (1+1)     | 34º  |
| Weronika Nowakowska                                                 | Perseguição      | 33:46.2   | 2 (0+1+1+0) | 30º  |
| Weronika Nowakowska                                                 | Individual       | 44:34.6   | 2 (0+0+0+2) | 21º  |
| Krystyna Guzik Magdalena Gwizdoń Monika Hojnisz Weronika Nowakowska | Revezamento      | 1:12:47.0 | 15 (8+7)    | 7º   |

Masculino
| Atleta                 | Evento      | Tempo   | Penalidades | Pos. |
| ---------------------- | ----------- | ------- | ----------- | ---- |
| Grzegorz Guzik         | Velocidade  | 25:52.2 | 2 (0+2)     | 59º  |
| Grzegorz Guzik         | Perseguição | 39:07.3 | 6 (2+1+2+1) | 56º  |
| Grzegorz Guzik         | Individual  | 51:51.8 | 2 (0+0+1+1) | 33º  |
| Andrzej Nędza-Kubiniec | Velocidade  | 25:59.2 | 2 (2+0)     | 67º  |
| Andrzej Nędza-Kubiniec | Individual  | 55:39.9 | 5 (2+1+1+1) | 79º  |

Misto
| Atleta                                                             | Evento      | Tempo     | Penalidades | Pos. |
| ------------------------------------------------------------------ | ----------- | --------- | ----------- | ---- |
| Grzegorz Guzik Andrzej Nędza-Kubiniec Magdalena Gwizdoń Kamila Żuk | Revezamento | 1:12:17.9 | 8 (4+4)     | 16º  |

### Bobsleigh
Masculino
| Atleta                                                          | Evento  | Final     | Final     | Final     | Final       | Final   | Final |
| Atleta                                                          | Evento  | Descida 1 | Descida 2 | Descida 3 | Descida 4   | Total   | Pos.  |
| --------------------------------------------------------------- | ------- | --------- | --------- | --------- | ----------- | ------- | ----- |
| Mateusz Luty Krzysztof Tylkowski                                | Duplas  | 49.87     | 50.10     | 49.92     | Não avançou | 2:29.89 | 24º   |
| Mateusz Luty Grzegorz Kossakowski Łukasz Miedzik Arnold Zdebiak | Equipes | 49.04     | 49.59     | 49.46     | 49.80       | 3:17.89 | 13º   |

### Combinado nórdico
| Atleta                                                        | Evento                  | Salto de esqui | Salto de esqui | Salto de esqui | Cross-country | Cross-country | Total       | Total       |
| Atleta                                                        | Evento                  | Distância      | Pontos         | Pos.           | Tempo         | Pos.          | Tempo       | Pos.        |
| ------------------------------------------------------------- | ----------------------- | -------------- | -------------- | -------------- | ------------- | ------------- | ----------- | ----------- |
| Adam Cieślar                                                  | Individual pista normal | 81.0           | 68.7           | 44º            | 25:30.7       | 39º           | 29:38.7     | 42º         |
| Adam Cieślar                                                  | Individual pista longa  | 119.0          | 89.8           | 33º            | 24:07.4       | 21º           | 27:23.4     | 33º         |
| Szczepan Kupczak                                              | Individual pista normal | 97.0           | 96.8           | 20º            | 26:47.6       | 45º           | 29:02.6     | 39º         |
| Szczepan Kupczak                                              | Individual pista longa  | 129.0          | 122.1          | 12º            | 25:34.3       | 42º           | 26:41.3     | 25º         |
| Wojciech Marusarz                                             | Individual pista normal | 79.5           | 61.3           | 45º            | 26:50.5       | 46º           | 31:27.5     | 47º         |
| Wojciech Marusarz                                             | Individual pista longa  | 114.0          | 82.3           | 39º            | Não avançou   | Não avançou   | Não avançou | Não avançou |
| Paweł Słowiok                                                 | Individual pista normal | 92.5           | 88.3           | 32º            | 24:37.6       | 12º           | 27:26.6     | 22º         |
| Paweł Słowiok                                                 | Individual pista longa  | 119.5          | 93.2           | 32º            | 24:13.3       | 25º           | 27:16.3     | 29º         |
| Adam Cieślar Szczepan Kupczak Wojciech Marusarz Paweł Słowiok | Equipes                 | 472.5          | 337.2          | 8º             | 48:28.8       | 10º           | 51:24.8     | 9º          |

### Esqui alpino
Feminino
| Atleta                  | Evento         | Descida 1 | Descida 2 | Total   | Pos. |
| ----------------------- | -------------- | --------- | --------- | ------- | ---- |
| Maryna Gąsienica-Daniel | Combinado      | 1:44.35   | 42.84     | 2:27.19 | 16º  |
| Maryna Gąsienica-Daniel | Downhill       |           |           | 1:43.30 | 24º  |
| Maryna Gąsienica-Daniel | Slalom gigante | 1:13.89   | 1:11.80   | 2:25.69 | 27º  |
| Maryna Gąsienica-Daniel | Super-G        |           |           | 1:23.21 | 26º  |

Masculino
| Atleta          | Evento    | Descida 1 | Descida 2 | Total   | Pos. |
| --------------- | --------- | --------- | --------- | ------- | ---- |
| Michał Jasiczek | Slalom    | 51.64     | DNF       | DNF     | DNF  |
| Michał Kłusak   | Combinado | 1:22.64   | DNF       | DNF     | DNF  |
| Michał Kłusak   | Downhill  |           |           | 1:45.42 | 42º  |
| Michał Kłusak   | Super-G   |           |           | DNF     | DNF  |

### Esqui cross-country
Feminino
| Atleta                                                              | Evento                 | Qualificatória   | Qualificatória | Quartas       | Quartas     | Semifinal   | Semifinal   | Final       | Final       |
| Atleta                                                              | Evento                 | Tempo            | Pos.           | Tempo         | Pos.        | Tempo       | Pos.        | Tempo       | Pos.        |
| ------------------------------------------------------------------- | ---------------------- | ---------------- | -------------- | ------------- | ----------- | ----------- | ----------- | ----------- | ----------- |
| Martyna Galewicz                                                    | 10 km livre            |                  |                |               |             |             |             | 29:23.3     | 64º         |
| Martyna Galewicz                                                    | 15 km skiathlon        | Clássico 24:06.4 | 42º            | Livre 20:44.9 | 34º         |             |             | 44:51.3     | 41º         |
| Sylwia Jaśkowiec                                                    | 10 km livre            |                  |                |               |             |             |             | 27:21.5     | 24º         |
| Sylwia Jaśkowiec                                                    | 15 km skiathlon        | Clássico 23:22.5 | 31º            | Livre 20:33.8 | 29º         |             |             | 43:56.3     | 30º         |
| Sylwia Jaśkowiec                                                    | Velocidade individual  | 3:27.94          | 37º            | Não avançou   | Não avançou | Não avançou | Não avançou | Não avançou | Não avançou |
| Justyna Kowalczyk                                                   | 15 km skiathlon        | Clássico 22:01.1 | 13º            | Livre 20:29.7 | 25º         |             |             | 42:30.8     | 17º         |
| Justyna Kowalczyk                                                   | 30 km clássico         |                  |                |               |             |             |             | 1:27:21.8   | 14º         |
| Justyna Kowalczyk                                                   | Velocidade individual  | 3:20.00          | 22º            | 3:17.47       | 5º          | Não avançou | Não avançou | Não avançou | Não avançou |
| Ewelina Marcisz                                                     | 10 km livre            |                  |                |               |             |             |             | 28:10.0     | 42º         |
| Ewelina Marcisz                                                     | 15 km skiathlon        | Clássico 23:21.9 | 30º            | Livre 20:34.8 | 30º         |             |             | 43:56.7     | 31º         |
| Ewelina Marcisz                                                     | Velocidade individual  | 3:28.11          | 38º            | Não avançou   | Não avançou | Não avançou | Não avançou | Não avançou | Não avançou |
| Sylwia Jaśkowiec Justyna Kowalczyk                                  | Velocidade por equipes |                  |                |               |             | 16:35.19    | 5º q        | 16:32.48    | 7º          |
| Martyna Galewicz Sylwia Jaśkowiec Justyna Kowalczyk Ewelina Marcisz | Revezamento 4x5 km     |                  |                |               |             |             |             | 54:30.9     | 10º         |

Masculino
| Atleta                    | Evento                 | Qualificatória   | Qualificatória | Quartas       | Quartas     | Semifinal   | Semifinal   | Final       | Final       |
| Atleta                    | Evento                 | Tempo            | Pos.           | Tempo         | Pos.        | Tempo       | Pos.        | Tempo       | Pos.        |
| ------------------------- | ---------------------- | ---------------- | -------------- | ------------- | ----------- | ----------- | ----------- | ----------- | ----------- |
| Dominik Bury              | 15 km livre            |                  |                |               |             |             |             | 36:11.1     | 33º         |
| Dominik Bury              | 30 km skiathlon        | Clássico 21:38.9 | 59º            | Livre 38:44.4 | 51º         |             |             | 1:23:20.3   | 52º         |
| Kamil Bury                | 15 km livre            |                  |                |               |             |             |             | 38:38.7     | 78º         |
| Kamil Bury                | Velocidade individual  | 3:17.15          | 28º            | 3:25.79       | 6º          | Não avançou | Não avançou | Não avançou | Não avançou |
| Maciej Staręga            | 15 km livre            |                  |                |               |             |             |             | 38:58.9     | 82º         |
| Maciej Staręga            | Velocidade individual  | 3:19.42          | 38º            | Não avançou   | Não avançou | Não avançou | Não avançou | Não avançou | Não avançou |
| Kamil Bury Maciej Staręga | Velocidade por equipes |                  |                |               |             | 16:21.83    | 7º          | Não avançou | Não avançou |

### Luge
Feminino
| Atleta               | Evento     | Final     | Final     | Final     | Final       | Final    | Final |
| Atleta               | Evento     | Descida 1 | Descida 2 | Descida 3 | Descida 4   | Total    | Pos.  |
| -------------------- | ---------- | --------- | --------- | --------- | ----------- | -------- | ----- |
| Ewa Kuls-Kusyk       | Individual | 47.037    | 46.933    | 47.212    | Não avançou | 2:21.182 | 20º   |
| Natalia Wojtuściszyn | Individual | 49.133    | 46.736    | 47.290    | Não avançou | 2:23.159 | 25º   |

Masculino
| Atleta                                | Evento     | Final     | Final     | Final     | Final       | Final    | Final |
| Atleta                                | Evento     | Descida 1 | Descida 2 | Descida 3 | Descida 4   | Total    | Pos.  |
| ------------------------------------- | ---------- | --------- | --------- | --------- | ----------- | -------- | ----- |
| Maciej Kurowski                       | Individual | 48.103    | 48.467    | 48.158    | 47.885      | 3:12.613 | 19º   |
| Mateusz Sochowicz                     | Individual | 49.047    | 48.203    | 48.930    | Não avançou | 2:26.180 | 27º   |
| Wojciech Chmielewski Jakub Kowalewski | Duplas     | 46.609    | 46.478    |           |             | 1:33.087 | 12º   |

Misto
| Atleta                                                               | Evento      | Final     | Final     | Final     | Final    | Final | Final |
| Atleta                                                               | Evento      | Descida 1 | Descida 2 | Descida 3 | Total    | Pos.  |       |
| -------------------------------------------------------------------- | ----------- | --------- | --------- | --------- | -------- | ----- | ----- |
| Ewa Kuls-Kusyk Maciej Kurowski Wojciech Chmielewski Jakub Kowalewski | Revezamento | 47.711    | 49.134    | 49.568    | 2:26.413 | 8º    |       |

### Patinação artística
| Atleta                            | Evento        | Programa curto | Programa curto | Programa livre | Programa livre | Total  | Total |
| Atleta                            | Evento        | Pontos         | Pos.           | Pontos         | Pos.           | Pontos | Pos.  |
| --------------------------------- | ------------- | -------------- | -------------- | -------------- | -------------- | ------ | ----- |
| Natalia Kaliszek Maksym Spodyriev | Dança no gelo | 66.06          | 14º            | 95.29          | 15º            | 161.35 | 14º   |

### Patinação de velocidade
Individual
| Atleta                   | Evento           | Final    | Final |
| Atleta                   | Evento           | Tempo    | Pos.  |
| ------------------------ | ---------------- | -------- | ----- |
| Katarzyna Bachleda-Curuś | 1500 m feminino  | 1:58.53  | 13º   |
| Katarzyna Bachleda-Curuś | 3000 m feminino  | 4:12.57  | 17º   |
| Karolina Bosiek          | 1000 m feminino  | 1:18.53  | 29º   |
| Karolina Bosiek          | 3000 m feminino  | 4:12.44  | 16º   |
| Natalia Czerwonka        | 1000 m feminino  | 1:15.77  | 12º   |
| Natalia Czerwonka        | 1500 m feminino  | 1:57.85  | 9º    |
| Luiza Złotkowska         | 1500 m feminino  | 1:58.99  | 17º   |
| Luiza Złotkowska         | 3000 m feminino  | 4:09.69  | 14º   |
| Kaja Ziomek              | 500 m feminino   | 39.26    | 25º   |
| Zbigniew Bródka          | 1500 m masculino | 1:46.31  | 12º   |
| Sebastian Klosinski      | 1000 m masculino | 1:09.59  | 17º   |
| Piotr Michalski          | 500 m masculino  | 35.64    | 33º   |
| Piotr Michalski          | 1000 m masculino | 1:10.17  | 31º   |
| Konrad Niedźwiedzki      | 1000 m masculino | 1:10.026 | 23º   |
| Konrad Niedźwiedzki      | 1500 m masculino | 1:47.07  | 20º   |
| Artur Nogal              | 500 m masculino  | 58.71    | 36º   |
| Jan Szymański            | 1500 m masculino | 1:46.48  | 16º   |
| Artur Waś                | 500 m masculino  | 35.02    | 13º   |
| Adrian Wielgat           | 5000 m masculino | 6:31.71  | 22º   |

Largada coletiva
| Atleta              | Evento    | Semifinal | Semifinal | Semifinal | Final       | Final       | Final       |
| Atleta              | Evento    | Pontos    | Tempo     | Pos.      | Pontos      | Tempo       | Pos.        |
| ------------------- | --------- | --------- | --------- | --------- | ----------- | ----------- | ----------- |
| Magdalena Czyszczoń | Feminino  | 0         | 8:56.66   | 11º       | Não avançou | Não avançou | Não avançou |
| Luiza Złotkowska    | Feminino  | 3         | 9:08.41   | 8º Q      | 1           | 8:47.34     | 9º          |
| Konrad Niedźwiedzki | Masculino | 1         | 8:24.73   | 10º       | Não avançou | Não avançou | Não avançou |

Perseguição
| Atleta                                                                      | Evento   | Quartas                      | Quartas | Semifinal        | Semifinal   | Final                               | Final |
| Atleta                                                                      | Evento   | Adversário Tempo             | Pos.    | Adversário Tempo | Pos.        | Adversário Tempo                    | Pos.  |
| --------------------------------------------------------------------------- | -------- | ---------------------------- | ------- | ---------------- | ----------- | ----------------------------------- | ----- |
| Katarzyna Bachleda-Curuś Karolina Bosiek Natalia Czerwonka Luiza Złotkowska | Feminino | USA Estados Unidos D 3:04.80 | 8º      | Não avançou      | Não avançou | Final D KOR Coreia do Sul V 3:03.11 | 7º    |

### Patinação de velocidade em pista curta
Feminino
| Atleta               | Evento | Preliminar | Preliminar | Quartas     | Quartas     | Semifinal   | Semifinal   | Final       | Final       |
| Atleta               | Evento | Tempo      | Pos.       | Tempo       | Pos.        | Tempo       | Pos.        | Tempo       | Pos.        |
| -------------------- | ------ | ---------- | ---------- | ----------- | ----------- | ----------- | ----------- | ----------- | ----------- |
| Natalia Maliszewska  | 500 m  | 43.725     | 2º Q       | 43.384      | 3º          | Não avançou | Não avançou | Não avançou | Não avançou |
| Magdalena Warakomska | 500 m  | 44.311     | 4º         | Não avançou | Não avançou | Não avançou | Não avançou | Não avançou | Não avançou |
| Magdalena Warakomska | 1000 m | 1:31.259   | 2º Q       | 1:31.698    | 3º          | Não avançou | Não avançou | Não avançou | Não avançou |
| Magdalena Warakomska | 1500 m | 2:23.693   | 4º         |             |             | Não avançou | Não avançou | Não avançou | Não avançou |

Masculino
| Atleta          | Evento | Preliminar | Preliminar | Quartas  | Quartas | Semifinal   | Semifinal   | Final       | Final       |
| Atleta          | Evento | Tempo      | Pos.       | Tempo    | Pos.    | Tempo       | Pos.        | Tempo       | Pos.        |
| --------------- | ------ | ---------- | ---------- | -------- | ------- | ----------- | ----------- | ----------- | ----------- |
| Bartosz Konopko | 500 m  | 41.039     | 2º Q       | 1:10.996 | 5º      | Não avançou | Não avançou | Não avançou | Não avançou |

### Salto de esqui
Masculino
| Atleta                                           | Evento                  | Qualificação | Qualificação | Qualificação | 1ª rodada | 1ª rodada | 1ª rodada | Final       | Final       | Final       | Total       | Total             |
| Atleta                                           | Evento                  | Distância    | Pontos       | Pos.         | Distância | Pontos    | Pos.      | Distância   | Pontos      | Pos.        | Pontos      | Pos.              |
| ------------------------------------------------ | ----------------------- | ------------ | ------------ | ------------ | --------- | --------- | --------- | ----------- | ----------- | ----------- | ----------- | ----------------- |
| Stefan Hula Jr.                                  | Pista normal individual | 100.5        | 122.7        | 9º Q         | 111.0     | 131.8     | 1º Q      | 105.5       | 117.0       | 11º         | 248.8       | 5º                |
| Stefan Hula Jr.                                  | Pista longa individual  | 127.0        | 110.4        | 18º Q        | 132.0     | 131.2     | 12º Q     | 129.5       | 122.2       | 16º         | 253.4       | 15º               |
| Maciej Kot                                       | Pista normal individual | 99.0         | 122.0        | 11º Q        | 99.0      | 109.6     | 20º Q     | 102.0       | 107.4       | 19º         | 217.0       | 19º               |
| Maciej Kot                                       | Pista longa individual  | 138.0        | 124.8        | 8º Q         | 128.5     | 124.2     | 17 ºQ     | 129.5       | 120.4       | 18º         | 244.6       | 19º               |
| Dawid Kubacki                                    | Pista normal individual | 104.5        | 129.6        | 3º Q         | 88.0      | 92.0      | 35º       | Não avançou | Não avançou | Não avançou | Não avançou | Não avançou       |
| Dawid Kubacki                                    | Pista longa individual  | 127.0        | 114.7        | 14º Q        | 134.5     | 137.4     | 5º Q      | 126.0       | 120.6       | 17º         | 258.0       | 10º               |
| Kamil Stoch                                      | Pista normal individual | 104.0        | 131.7        | 2º Q         | 106.5     | 125.9     | 2º Q      | 105.5       | 123.4       | 6º          | 249.3       | 4º                |
| Kamil Stoch                                      | Pista longa individual  | 131.5        | 125.6        | 7º Q         | 135.0     | 143.8     | 1º Q      | 136.5       | 141.9       | 3º          | 285.7       | Medalha de ouro   |
| Maciej Kot Stefan Hula Dawid Kubacki Kamil Stoch | Pista longa por equipes |              |              |              | 537.0     | 540.9     | 3º Q      | 536.0       | 531.5       | 3º          | 1072.4      | Medalha de bronze |

### Snowboard
Slalom gigante paralelo
| Atleta             | Evento    | Preliminar | Preliminar | Oitavas               | Quartas     | Semifinal   | Final       | Final       |
| Atleta             | Evento    | Tempo      | Pos.       | Posição               | Posição     | Posição     | Posição     | Pos.        |
| ------------------ | --------- | ---------- | ---------- | --------------------- | ----------- | ----------- | ----------- | ----------- |
| Weronika Biela     | Feminino  | 1:35.92    | 24º        | Não avançou           | Não avançou | Não avançou | Não avançou | Não avançou |
| Aleksandra Król    | Feminino  | 1:33.13    | 10º        | SUI J. Zogg D +0.70   | Não avançou | Não avançou | Não avançou | Não avançou |
| Karolina Sztokfisz | Feminino  | DSQ        | DSQ        | Não avançou           | Não avançou | Não avançou | Não avançou | Não avançou |
| Oskar Kwiatkowski  | Masculino | 1:25.72    | 13º        | FRA S. Dufour D +0.10 | Não avançou | Não avançou | Não avançou | Não avançou |

Snowboard cross
| Atleta          | Evento    | Preliminar | Preliminar | Oitavas | Quartas | Semifinal   | Final       | Final       |
| Atleta          | Evento    | Tempo      | Pos.       | Posição | Posição | Posição     | Posição     | Pos.        |
| --------------- | --------- | ---------- | ---------- | ------- | ------- | ----------- | ----------- | ----------- |
| Zuzanna Smykała | Feminino  | 1:23.41    | 23º        |         | 5º      | Não avançou | Não avançou | Não avançou |
| Mateusz Ligocki | Masculino | 1:19.22    | 39º        | 3º      | 5º      | Não avançou | Não avançou | Não avançou |

Legenda
| Recorde mundial      | Recorde mundial (World record)               |                       | Recorde africano                      | Recorde africano (African) |                                           | Q | Classificado por posição (Qualified) |
| Recorde olímpico     | Recorde olímpico (Olympic record)            | Recorde da América    | Recorde da América (Americas)         | q                          | Classificado por melhor tempo (Qualified) |   |                                      |
| Melhor marca do ano  | Melhor marca do ano (World leading)          | Recorde asiático      | Recorde asiático (Asian)              | DNS                        | Não largou (Did not start)                |   |                                      |
| Recorde nacional     | Recorde nacional (National record)           | Recorde europeu       | Recorde europeu (European)            | DNF                        | Não terminou (Did not finish)             |   |                                      |
| Recorde pessoal      | Recorde pessoal do atleta (Personal best)    | Recorde da Oceania    | Recorde da Oceania (Oceania)          | DSQ / DQ                   | Desclassificado (Disqualified)            |   |                                      |
| Recorde da temporada | Recorde da temporada do atleta (Season best) | Recorde sul-americano | Recorde sul-americano (South America) | NM                         | Sem marca (No mark)                       |   |                                      |

### Patinação de velocidade
| Recorde de pista | Recorde da pista (Track record)               |  |  |
| QA               | Classificado para a final A                   |  |  |
| QB               | Classificado para a final B                   |  |  |
| ADV              | Classificado após decisão arbitral (Advanced) |  |  |
| PEN              | Pênalti                                       |  |  |
| YC               | Cartão amarelo (Yellow Card)                  |  |  |